# مناورات نسيم البحر (السعودية - باكستان)
مناورات نسيم البحر أو (بالإنجليزية: Sea Breeze Maneuvers)‏ هي مناورات عسكرية بحرية مشتركة تقام بين كل من السعودية وباكستان.

## المناورات المنفذة
- نسيم البحر 9 : أقيمت فعاليات المناورة في 02 فبراير 2008.[4]
- نسيم البحر 8 : أقيمت فعاليات المناورة في 19 ديسمبر 2005.[5]